# Funiculaire Duquesne
Le funiculaire Duquesne, situé à proximité du quartier de South Side à Pittsburgh, en Pennsylvanie, aux États-Unis, est un funiculaire automatique comprenant deux cabines, permettant de monter et d'accéder au quartier de Mount Washington. Ouvert en juillet 1877, le funiculaire est long de 240 mètres et gravit cent vingt mètres de dénivelé sur une pente d'environ 30°.

## Histoire

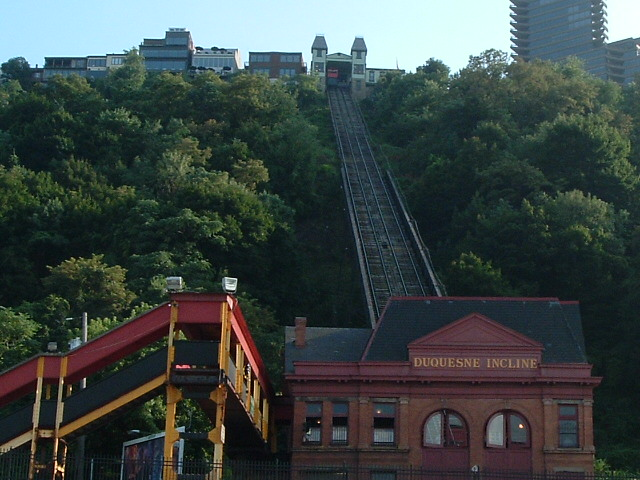
Vue d'en bas du funiculaire avec ses deux paires de rails parallèles.

Au départ propulsé par la vapeur, le funiculaire est électrifié en 1935. En 1977, soit cent ans après son ouverture, l'American Society of Mechanical Engineers classe l'installation comme National Historic Mechanical Engineering Landmark (en).